# Ichthyoceros
Ichthyoceros is een geslacht van uitgestorven straalvinnige beenvissen, dat leefde tijdens het Vroeg-Cenomanien van wat nu Libanon is. Ichthyoceros spinosus had een drievoudige, naar voren gerichte hoornachtige ruggengraat tussen zijn ogen, zeer vergelijkbaar met de enkele ruggengraat van Trewavasia, en een massieve, meerpuntige ruggengraat die uit de achterkant van zijn hoofd kwam. Het werd oorspronkelijk geplaatst in de familie Coccodontidae, maar werd toen overgebracht naar Trewavasiidae met Trewavasia. Onlangs is het bij Gladiopycnodontidae geplaatst vanwege recent gevonden anatomische overeenkomsten met de verschillende geslachten binnen die familie, waaronder Gladiopycnodus.